# Vilminore di Scalve
Vilminore di Scalve är en ort och kommun i provinsen Bergamo i regionen Lombardiet i Italien. Kommunen hade 1 458 invånare (2018).